# Уиддоусон, Сэм
Сэм Уэ́ллер Уи́ддоусон (англ. Sam Weller Widdowson; 16 апреля 1851 — 9 мая 1927) — английский футболист, крикетист и легкоатлет. Выступал за футбольные клубы «Ноттингем Форест» и «Ноттс Каунти», крикетный клуб графства Ноттингемшир, провёл 1 матч за футбольную сборную Англии.

## Биография
Родился в городе Хакнолл-Токард в семье мясника. Играл за крикетный клуб графства Ноттингемшир. В 1866 году начал выступать за футбольный клуб «Ноттингем Форест», основанный годом ранее, в 1874 году стал капитаном клуба. Уильям Макгрегор, основавший Футбольную лигу Англии, называл Уиддоусона «великим спортсменом» и «самым опасным центральным нападающим в Англии» с отличным дриблингом и мощным ударом, а также «бегающим как заяц». Помимо «Ноттингем Форест», периодически играл за «Ноттс Каунти». Уиддоусон был легкоатлетом-любителем: 100 ярдов он пробегал за 10,25 сек., милю пробегал за 4 мин. 50 сек. Утверждается, что он имел в общей сложности около 300 легкоатлетических медалей.
13 марта 1880 года Уиддоусон провёл свой единственный матч за национальную сборную Англии, сыграв против сборной Шотландии на стадионе «Хэмпден Парк» в Глазго. Шотландцы одержали в той игре победу со счётом 5:4.
С 1879 по 1884 год Уиддоусон был председателем футбольного клуба «Ноттингем Форест». Дважды работал в комитете Футбольной ассоциации (1888—1892, 1893—1894). Также был футбольным судьёй и судил первый футбольный матч, в котором на воротах использовалась сетка.
Уиддоусон считается изобретателем футбольных щитков. Он был нападающим, и защитники соперника часто били его по ногам. В 1874 году он отрезал пару крикетных щитков и закрепил их поверх носков для защиты голеней от ударов защитников во время футбольного матча. Сначала его идею осмеяли, но вскоре другие футболисты также стали использовать щитки. В настоящее время пункт 4 Правил игры в футбол обязывает всех игроков носить защитные щитки (хотя щитки активно использовались с конца XIX века, ФИФА сделала их обязательным элементом экипировки игроков только в 1990 году).
Считается создателем схемы «пирамида» («2—3—5», два защитника, три хавбека, пять нападающих). Часто указывается, что эта схема впервые использовалась в 1883 году командой «Кембридж Юниверсити», однако ещё за шесть лет до этого Уиддоусон, бывший капитаном «Ноттингем Форест» и любивший эксперименты, настоял на использовании этой схемы игры. «Пирамида» использовалась клубом «Ноттингем Форест» с конца 1870-х годов, к 1890-м годам стала повсеместной схемой в Англии и просуществовала до начала 1960-х.
По рекомендации Уиддоусона судьи стали использовать свисток вместо белых флагов (впервые это произошло в матче Кубка Англии 1878 года между «Ноттингем Форест» и «Шеффилд Норфолк»). Уиддоусон выступал за использование освещения на стадионах в тёмное время суток — на тот момент это были газовые лампы. Идею отвергли из-за того, что газ быстро заканчивался, а также из соображений пожарной безопасности на стадионах, но позднее, с распространением электричества, Уиддоусон вернулся на «Сити Граунд» с новыми предложениями об установке прожекторов.
Помимо спорта занимался производством кружева. Был женат, имел девятерых детей. Умер от пневмонии в Бистоне (Ноттингемшир) в мае 1927 года в возрасте 76 лет.